# Sylvisorex akaibei
Sylvisorex akaibei é uma espécie mamífero da família Soricidae. É endêmica da República Democrática do Congo, onde foi encontrada em três localidades (Masako, Yelenge e Baliko), às margens do Rio Congo.